# Igor Krizanovic
Igor Krizanovic (* 3. Mai 1973) ist ein kroatischer Basketballtrainer.

## Laufbahn
Krizanovic war Trainer bei TuS Velbert, Adler Frintrop sowie Bayer Uerdingen und betreute Auswahlmannschaften des Westdeutschen Basketball-Verbandes, ehe er 2002 das Amt bei den Hertener Löwen übernahm. 2005 gewann die Mannschaft unter seiner Leitung den Meistertitel in der ersten Regionalliga West und stieg somit in die 2. Basketball-Bundesliga auf.
2007 wechselte Krizanovic zum ETB Essen und machte den Verein in der Saison 2007/08 zum ersten Meister der neu ins Leben gerufenen (und damals noch bundesweiten) 2. Bundesliga ProB und damit zum ProA-Aufsteiger. Er wurde daraufhin vom Fachportal eurobasket.com als bester Trainer der ProB-Saison ausgezeichnet. 2011/12 qualifizierte sich Essen unter Krizanovics Leitung erstmals für die ProA-Meisterrunde. 2013/14 und 2014/15 wurde das wiederholt, allerdings schied man jeweils in der ersten Playoff-Runde (Viertelfinale) aus. In der Saison 2016/17 verpasste seine Mannschaft den Klassenerhalt in der ProA und stieg in die ProB ab. Im Mai 2017 unterzeichnete er einen neuen Zweijahresvertrag beim ETB. Anfang Februar 2018 trat er mit sofortiger Wirkung von seinem Amt als Essener Trainer zurück. Zu diesem Zeitpunkt stand die Mannschaft nach einer Negativserie von lediglich einem Sieg aus den vergangenen zehn Spielen mit insgesamt sieben Siegen und zwölf Niederlagen auf dem zehnten Tabellenrang der ProB-Nord.